# 嚴植
嚴植，字景周，江西建昌府南城縣人，明朝政治人物、進士出身。
洪武四年，會試十四名，登進士三甲，授天長縣縣丞。